# باريس تورز 2008
باريس تورز 2008 (بالفرنسية: Paris-Tours 2008)‏ هو سباق دراجات هوائية، وهو الموسم رقم 102 من باريس تورز، وأقيم في 12 أكتوبر 2008 ضمن سباقات طواف أوروبا للدراجات 2007–08.
فاز بالمركز الأول فيليب جيلبير، وبالمركز الثاني Jan Kuyckx ‏، وبالمركز الثالث سيباستيان تورجوت.

## الفائزون
| الترتيب | الفائز           |
| ------- | ---------------- |
| الفائز  | فيليب جيلبير     |
| الثاني  | Jan Kuyckx ‏      |
| الثالث  | سيباستيان تورجوت |